# 야마다 나오유키
야마다 나오유키(일본어: 山田 尚幸, 1987년 12월 26일 ~ )는 일본의 축구 선수이다.

## 구단 경력
그는 2014년부터 2024년까지 J리그의 블라우블리츠 아키타, 반라우레 하치노헤에서 활동하였다.